# Зубковский, Иван Андреевич
Иван Андреевич Зубковский (укр. Іван Андрійович Зубковський ; 25 ноября 1848, с. Ерки Миргородский уезд, Полтавская губерния — 5 декабря 1933, Миргород) — российский, украинский и советский врач, общественный деятель, основатель Миргородского бальнеогрязевого  курорта. Действительный статский советник.

## Биография

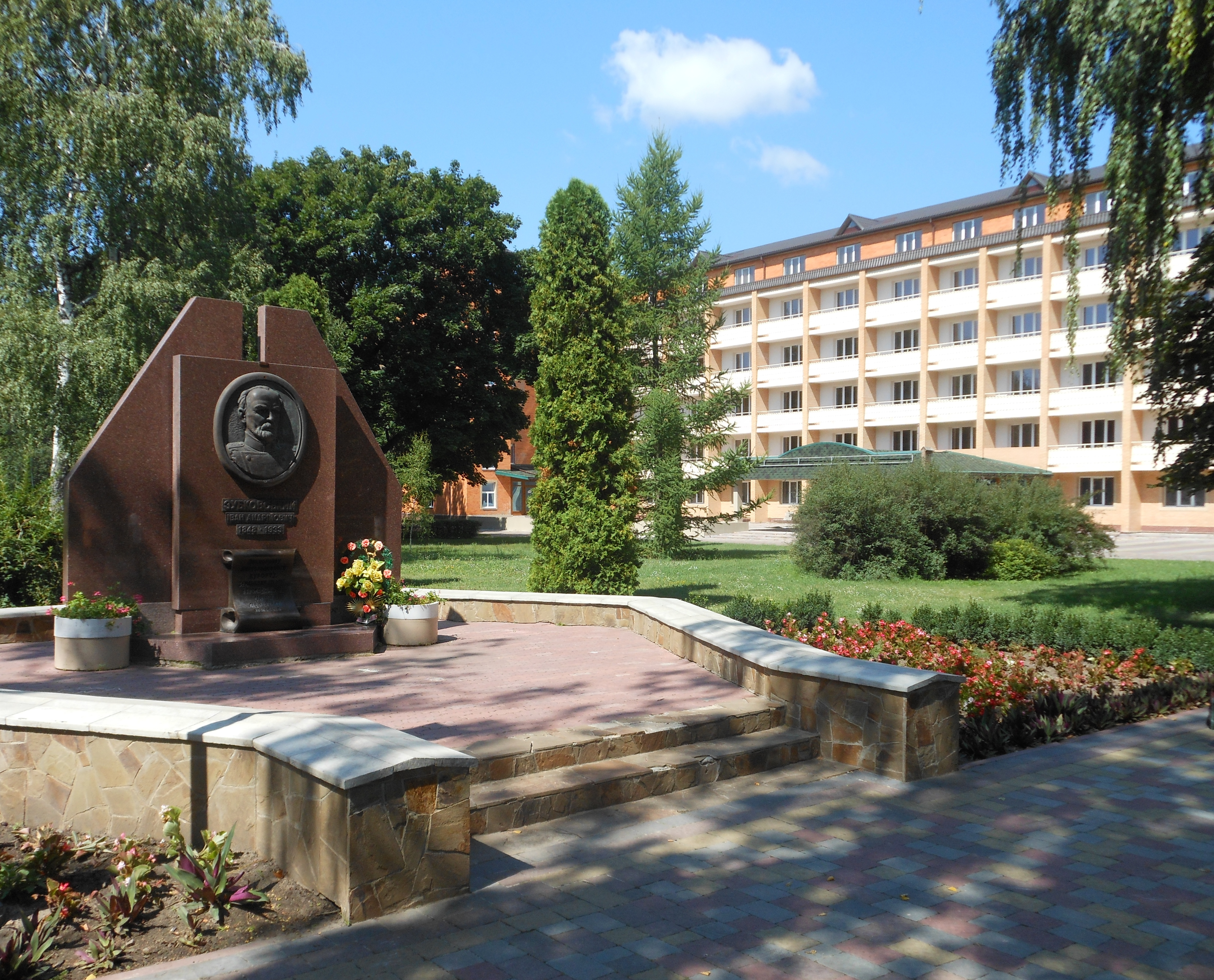
Памятный знак основателю курорта И. Зубковскому в Миргороде

Сын священника. В 1865 году окончил Миргородское уездное училище, в 1870 году — Полтавскую духовную семинарию и медицинский факультет Киевского университета св. Владимира (1876) со степенью лекаря.
Участник Русско-турецкой войны (1877—1878) в качестве военного врача. Служил в действующей армии на Кавказе. Позже продолжил учёбу в Санкт-Петербургской военно-медицинской академии. В 1879—1883 годах работал земским врачом в Москве.
Привлекался к ответственности в деле политической неблагонадежности, но был освобождён из-за нехватки доказательств. Некоторое время работал в Рижском, а с 1897 г. — в Кременчугском военном госпитале. Последняя должность в военно-санитарном ведомстве — корпусной врач 7-го армейского корпуса. Высочайшим приказом от 2 января 1911 года был уволен от службы «за болезнью» с мундиром и пенсией и поселился в Миргороде, где занялся частной врачебной практикой. В 1914 г. был избран главой городской управы.
В 1912 году при бурении скважин в Миргороде был открыт первый источник минеральной воды. С
673-метровой глубины вырвался мощный фонтан чистой прозрачной воды. Результаты проб показали непригодность этой воды для питья — она была солёная и пахла сероводородом. Но жители активно использовали воду для хозяйственных нужд, а через несколько месяцев заговорили о целебных свойствах источника. И. Зубковский настойчиво добивался новых экспертиз и получил в 1915 г. утешительный вывод из Петербурга: «вода имеет целебное значение при наружном употреблении в виде ванн». В марте 1916 г. был решен вопрос о создании Миргородского курорта
В апреле 1917 года в здании городской бани в Миргороде была открыта первая водолечебница на 5 мест, где он был заведующим и руководителем.
В 1919 году декретом Совета народных комиссаров было утверждено решение о создании в Миргороде курорта с использованием минеральных вод, в соответствии с которым в 1920-е годы город получил статус курорта общесоюзного значения.